# 鹿政談
『鹿政談』（しかせいだん）は古典落語の演目。別題に『春日の鹿』（かすがのしか）、『鹿ころし』（しかころし）。元は講釈種。上方落語の演目だが、古くから江戸落語でも演じられてきた。主人公となる奈良奉行は演者によって異なる。

## あらすじ
奈良の鹿は、神獣として崇められ、古来より殺めた者は過失であっても死刑とされていた。奈良三条横町で三代続く豆腐屋を営む老爺・与兵衛は、ある朝、店のきらず（おから）を食っている獣を見つけ、野良犬と思い、追い払おうと薪を投げつけたところ、当たり所が悪く死なせてしまう。ところがよく見たところ、鹿であった。このことはすぐに知られ、与兵衛は奉行所に引き立てられる。
名奉行として名高い根岸肥前守（根岸鎮衛）が奈良奉行として裁くことになり、与兵衛が誠実な人物だと知って何とか無罪にできないかと考える。白洲において、根岸は「その方が殺したのは犬に違いない」と与兵衛に問いかけるが、嘘がつけない誠実な彼は「私が殺したのは鹿である」と頑として犬とは認めない。次に根岸は「殺された獣の死骸には角が無いから犬であろう」と問い直すが、今度は与力の塚原出雲が「春先の鹿は角が落ちているのは童でも知っている」として根岸の方便を否定しようとする。塚原は鹿を管理する興福寺の意を受け、便宜を図られていたためだが、ここで根岸は、御公儀から下賜されている鹿の餌料を、興福寺と塚原が横領している事実を知っていることを仄めかす。これには塚原も参ってしまい、それ以上の抗弁を諦めて訴状を取り下げる。
こうして無実の沙汰を下した根岸は、与兵衛に「斬らず（きらず）にやる」と言うと、感謝して与兵衛は答える。
「マメ（健在）で帰ります」

## 奉行の名前
奈良奉行を根岸とするのは6代目三遊亭圓生の口演での設定であるが、演者によっては別の名前が使用される。上方での古い時代には「松野河内守」、3代目林家染丸は「松本肥後守」。3代目桂米朝は当初「曲渕甲斐守」だったが、後に実際に奈良奉行を務めた川路聖謨に変更した。講談に逆輸入した6代目神田伯山の口演（木ノ下裕一による脚色）も川路を奉行としている。川路は奉行在職中の日誌に、過失で鹿を死なせても罰すべしという風説がいまだにあるのは困ったものだといった記述を残している。